# 本格特省
本格特省（Benguet）是菲律賓呂宋科迪勒拉行政區中一個內陸省份，首府是拉特立尼達（La Trinidad），從南方順時針的鄰省分別是：邦阿西楠省（Pangasinan）、聯邦省（La Union）, 南伊羅戈省（Illocos Sur）、高山省（Mountain Province）、伊富高省（Ifugao）及新比斯開省（Nueva Vizcaya）。
碧瑤市這個菲律賓受到歡迎的旅遊地點，地理上位在本格特省之內，但是行政上則獨立於本省之外。